# دژ زندان لنکران
دژ زندان لنکران (ترکی آذربایجانی: Zindan qalası və ya Dairəvi qala) بخشی از دژ تاریخی لنکران است که در سده هجدهم میلادی ساخته شده است. این دژ و همچنین دومین دژ مشابه آن که هم‌اکنون به عنوان فانوس دریایی مورد استفاده قرار می‌گیرد، دژهای جنوبی و شمالی قلعه تاریخی لنکران بوده است. پس از اشغال لنکران به دست نیروهای روسی در جنگ‌های ایران و روسیه و حوادث پس از آن دژ لنکران تخریب شد و در نتیجه سنگرها تقسیم شد. در سال ۱۸۶۹، یک فانوس بر روی سقف دژ که به عنوان دژ شمالی شناخته می‌شود نصب شد و از این ساختمان به عنوان فانوس دریایی استفاده شد. هم اکنون فانوس دریایی زیر نظر شرکت کشتیرانی خزر است. دژ زندان از سال ۱۸۶۹ تا ۱۹۵۹ به عنوان زندان مورد استفاده قرار می‌گرفت. طبق برخی گزارش‌ها، در آغاز سده بیستم میلادی، ژوزف استالین مدتی در این دژ زندانی بود و گفته می‌شود یکی از دو نفری است که توانسته بودند از این زندان فرار کنند. با فرمان شماره ۱۳۲ کابینه جمهوری آذربایجان، به تاریخ ۲ اوت ۲۰۰۱، این قلعه توسط دولت محافظت می‌شود و در فهرست آثار معماری گنجانده شده است.

## اطلاعات کلی
این دژ گرد و مدور همزمان با قلعه لنکران در سده هجدهم میلادی ساخته شد. ساختمان دوم مشابه این ساختمان هم اکنون به عنوان فانوس دریایی فعالیت می‌کند. این دو دژ نقش برجک‌هایی را در دو سوی قلعه بزرگ لنکران ایفا می‌کردند. بر اساس برخی گزارش‌ها، این دو بنا به دستور نادرشاه به عنوان دژهای قلعه لنکران ساخته شده‌اند. این دو بنا در جنگ‌هایی که تا سال ۱۸۶۹ در اینجا رخ داد، نقش یک دژ دفاعی و دژ مهم را ایفا کردند. پس از اشغال لنکران توسط نیروهای روسی، دیوارهای قلعه مشترک ویران شد و قلعه نظامی منهدم شد.  از سال ۱۸۶۹، قلعه گرد (برج) شروع به عنوان زندان استفاده شد. یک فانوس در بالای دژ دیگر نصب شد و به عنوان فانوس دریایی آغاز به کار کرد.
زندانیان توسط یک تونل مخفی زیرزمینی که آن را به فانوس دریایی متصل می‌کرد به برج گرد برده شدند. در این تونل دو نفر می توانستند آزادانه تا تمام قد حرکت کنند. متعاقباً به دلیل جریان آب زیرزمینی، استفاده از تونل ناممکن شد. بلندای دژ گرد ۲۰ متر، قطر ۷۲ متر، ضخامت دیوارهای باربر در بخش پایینی ۲.۸ متر، در بخش فوقانی ۱.۵ متر است. حصارهای پیرامون دژ زندان و فانوس دریایی لنکران بخش جلویی قلعه لنکران را تشکیل می‌دادند. اگرچه این زندان برای ۱۴۰ زندانی طراحی شده بود، اما گاه تا ۳۱۰ نفر در آن نگهداری می‌شدند. طبق برخی گزارش‌ها، در سال‌های ۱۹۰۳-۱۹۰۴، ژوزف استالین به دلیل دزدی از قطار پستی محکومیت خود را در اینجا سپری کرد. بعداً با کمک همرزمانش موفق به فرار شد. این قلعه حتی پس از تهاجم ارتش سرخ به جمهوری خلق آذربایجان به عنوان زندان مورد استفاده قرار می‌گرفت. این دژ دقیقاً به این دلیل که زندانیان در آن وجود داشت زندان نامیده می‌شد. در سال‌های ۱۹۷۰-۱۹۹۰ یک کارگاه خیاطی در دژ قرار داشت.
با فرمان شماره ۱۳۲ کابینه وزیران جمهوری آذربایجان به تاریخ ۲ اوت ۲۰۰۱، این قلعه توسط دولت محافظت می شود و در فهرست آثار معماری گنجانده شده است. در سال ۲۰۰۶، بنا بر برنامه توسعه اقتصادی-اجتماعی مناطق، این دژ بازسازی شد. پس از مرمت، یک گالری هنری در اینجا قرار داده شد. در فوریه ۲۰۱۵، بر اثر بارش شدید برف، بخش خاصی از سقف دژ تخریب شد و از بین رفت.
بازسازی این بنای تاریخی با هزینه سرمایه‌گذاری از محل بودجه دولت در سال‌های ۲۰۲۰-۲۰۲۳ در فهرست پروژه‌های وزارت فرهنگ اجرا شده است.

## نگارخانه

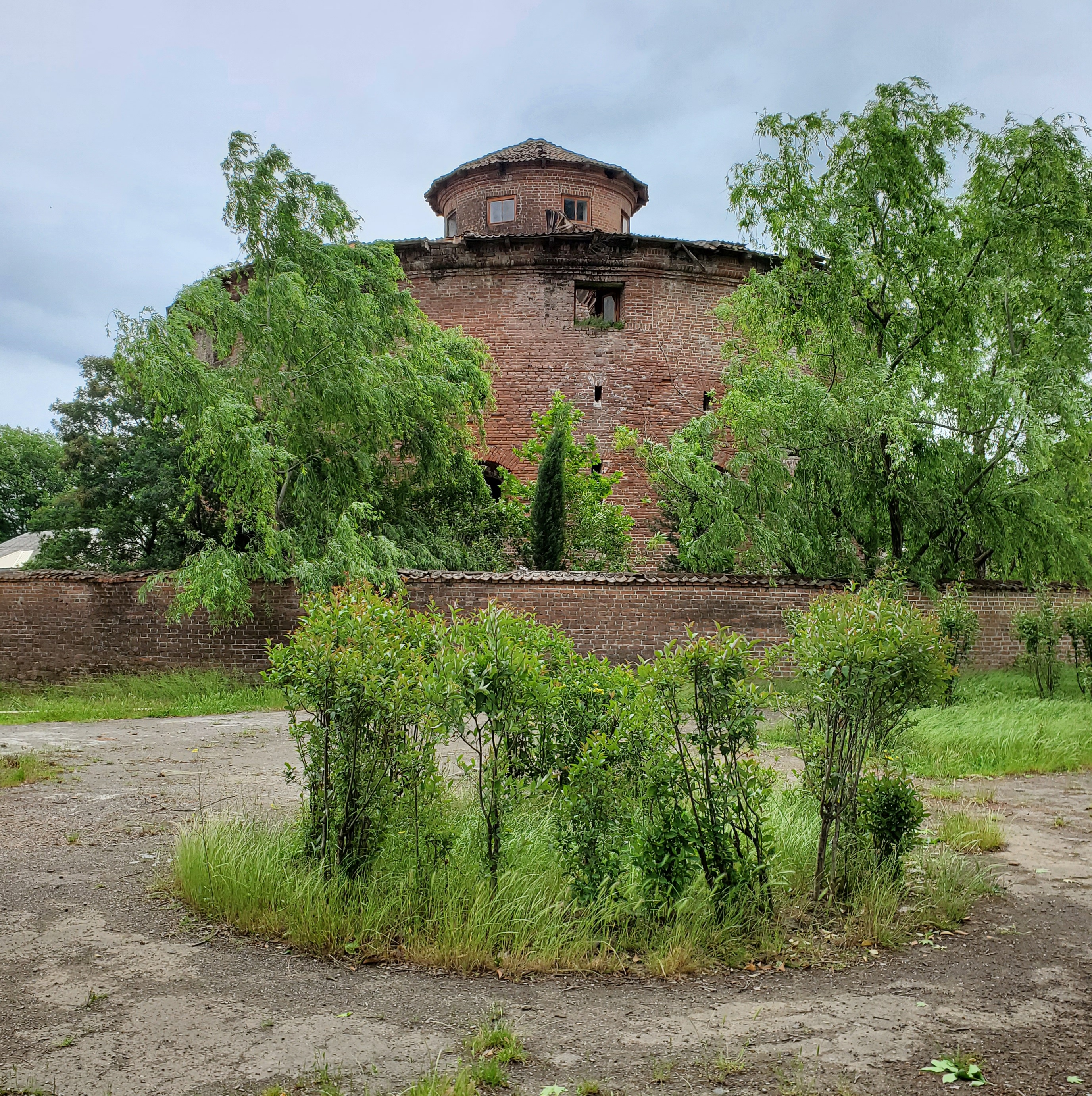
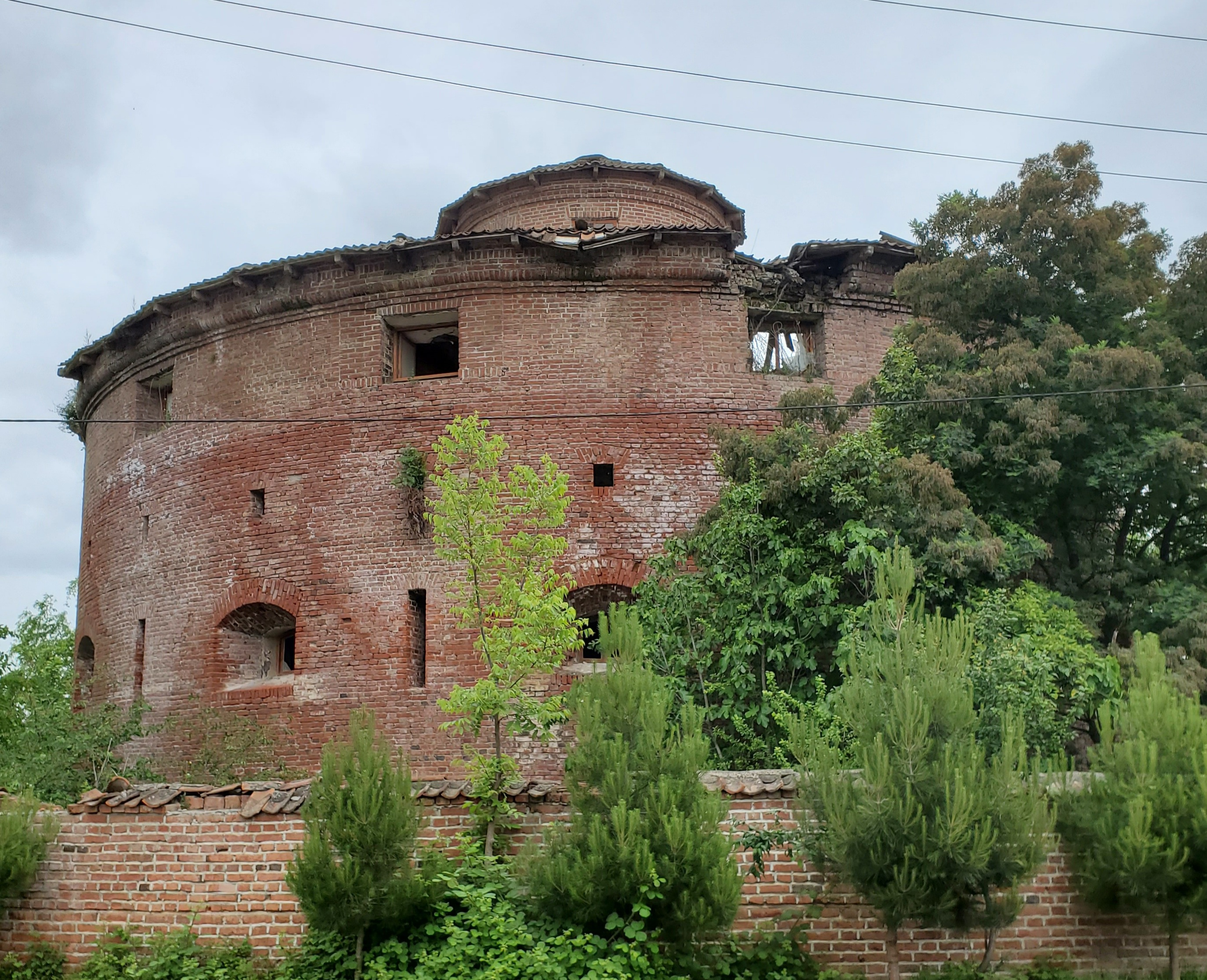
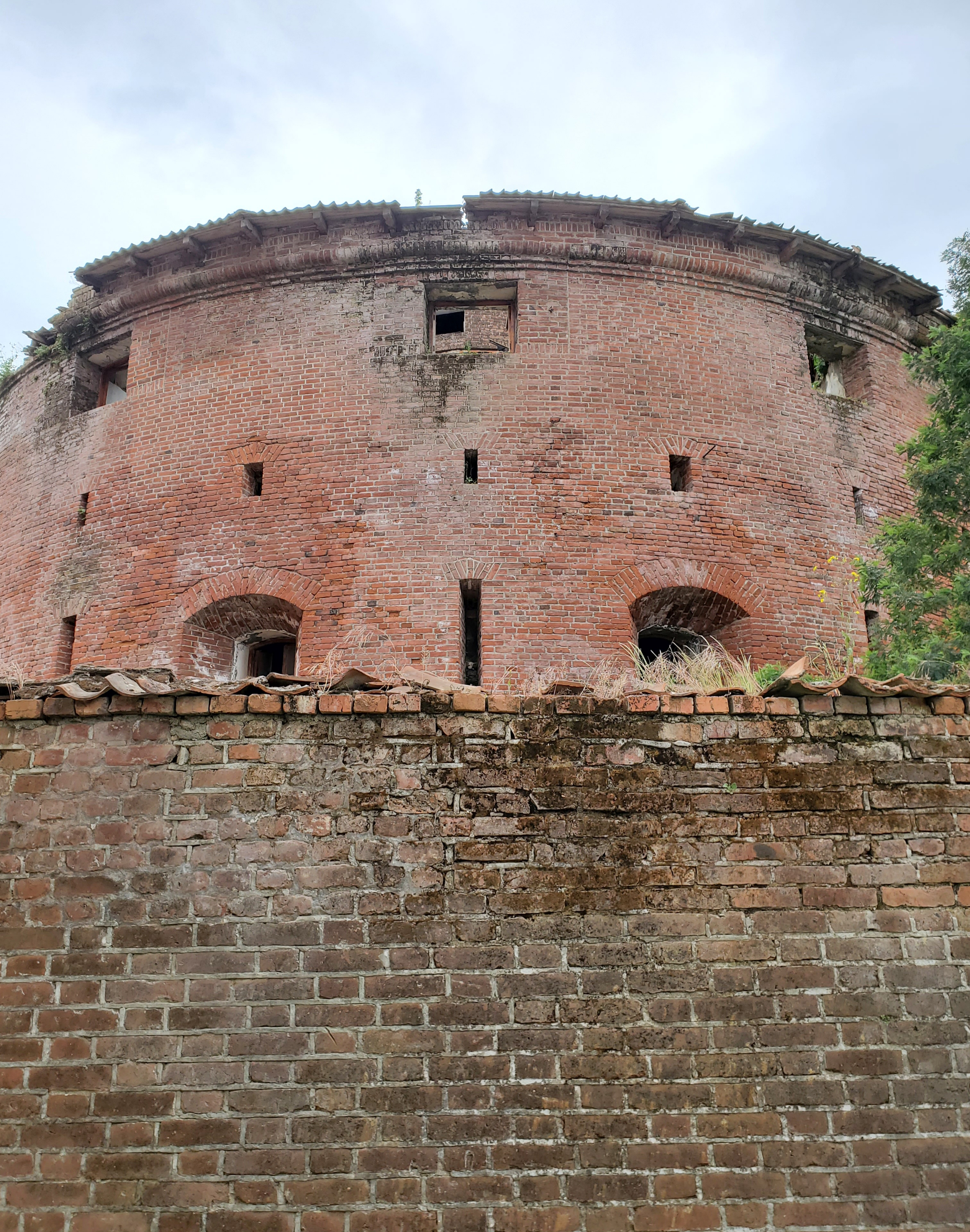